# Ludmila Andone
Ludmila Andone (n. 29 ianuarie 1989) este o fotbalistă din Republica Moldova care joacă pe poziția de mijlocaș la clubul FC Noroc Chișinău. Ea este și componentă a echipei naționale de fotbal feminin a Republicii Moldova. 